# Yysaaret
Yysaaret är en ö i Finland. Den ligger i sjön Pihlajavesi och i kommunen Nyslott i  landskapet Södra Savolax, i den sydöstra delen av landet, 260 km nordost om huvudstaden Helsingfors. Öns area är 8,6 hektar och dess största längd är 480 meter i nord-sydlig riktning.  Notera att namnet antyder att det är fråga om flera öar.